# ديف كروسان
ديف كروسان (بالإنجليزية: Dave Crossan)‏ هو لاعب كرة قدم أمريكية أمريكي، ولد في 8 يونيو 1940 في فيلادلفيا في الولايات المتحدة.

## وصلات خارجية
- ديف كروسان على موقع مرجع كرة القدم المحترفة.كوم (الإنجليزية)